# Heminger Graben
Der Heminger Graben ist ein kleiner Bach im Gemeindegebiet von Palting im Bezirk Braunau am Inn in Oberösterreich. Er ist ein linker Nebenfluss der Mattig.

## Geographie

### Verlauf
Der Heminger Graben entspringt in der namensgebenden Ortschaft Heming (Gemeinde Palting). Kurz nach seiner Quelle nimmt er von links den Weikertshamer Graben auf, ein Entwässerungsgraben der nur periodisch Wasser führt. Nach dessen Aufnahme fließt der Bach in nordwestliche Richtung, bis er sich bei Bachlschmied (Gemeinde Palting) mehr Richtung Westen zuwendet. Dort nimmt er von rechts auch den Bachlschmiedgraben auf. Kurz unterhalb bei Eidenham (Gemeinde Palting) mündet von rechts noch der Eidenhamer Graben ein. Bei Bruck (Gemeinde Palting) mündet der Heminger Graben nach 1 km Fließstrecke von rechts in die Mattig ein. Seine Mündung liegt unweit des etwa gleichgroßen Imseegrabens in die Mattig.

### Zuflüsse
- Weikertshamer Graben (links), bei Heming
- Bachlschmiedgraben (rechts), bei Bachlschmied
- Eidenhamer Graben (rechts), bei Eidenham

### Einzugsgebiet
Im Süden grenzt das Einzugsgebiet des Heminger Grabens an den periodischen Kerschhamer Graben, der ebenfalls in die Mattig einmündet. Nördlich fließt der Reiter Bach, der schon oberhalb zur Mattig entwässert.